# The Signal
The Signal je prvi samostalni album njemačke pjevačice hrvatskog podrijetla Sandre Nasić i pjevačice rock sastava Guano Apes. Izdan je u listopadu 2007. godine i sadrži 12 pjesama koje sadrže snažne elemente rocka s prizvukom popa. Dva singla s albuma su The Name of My Baby i Fever.

## Popis pjesama
1. "The Name of My Baby"
2. "Sorry"
3. "Right Lane"
4. "Fever"
5. "Mecasanova (Yam Yam)"
6. "Do It Again"
7. "Stop the Crying"
8. "Old Shack"
9. "Big City"
10. "Perfume"
11. "The Signal"
12. "Counting Trees"
13. "Ireen"†
14. "Fever (Video)†
15. "The Name of My Baby (Video)"†

†= dostupne samo u limitiranom produženom izdanju (13-15)